# 穆斯林歷史學家列表
本表是伊斯蘭教學者列表、穆斯林學者列表與歷史學家列表的子表。

## 依照年代排序

### 古典時期

#### 伊拉克與伊朗
- 瓦吉迪，曾任阿拔斯王朝第七任哈里发麦蒙的大法官，822年卒于巴格达。毕生致力于远征战史的研究和著述，写下28种著作，留传下来的仅《圣战史》、《叙利亚的征服》、《埃及的征服》、《波斯的征服》、《非洲的征服》等数种。
- 拜拉祖里(?～约892)生长和学习于巴格达，曾将大量波斯书籍译为阿拉伯文。所著《战纪》与《贵族宗谱》两部史书，包括大量伊斯兰前后近三百年的阿拉伯历史
- 穆罕默德·查里勒·塔巴里，838年出生于波斯北部的塔巴里斯坦。著作浩繁，以《历代先知与帝王史》最著名，全书13巨册，是一部重要的编年通史。
- 马苏第(?～957)，阿拉伯旅行家，地理学家，历史学家。《黄金草原与珍贵的宝藏》（《黄金草原》）的作者。
- 伊本·阿西尔(1160～1233)，摩苏尔人。其代表作《全史》起于传说时代，止于1230年。全书共12卷，第一卷从远古到伊斯兰教兴起，包括波斯、拜占廷和古代阿拉伯诸篇，记也门古史尤为详尽。第二卷以后，叙穆罕默德生平及阿拉伯帝国之兴衰。其中关于北非和西班牙诸小国的历史记载弥足珍贵。
- 伊本·赫利坎(1211～1282)，生于伊拉克，学于大马士革和开罗。代表作《名人传》收入600余年帝王、将相、学者、诗人等800余人的传记。
- 阿布·海退布(1002～1071)，巴格达人。精通诸学，著书50余种，以《巴格达志》最为重要。全书14巨册，包括巴格达历代文献、水文、地理，以及宫殿寺宇的建筑，典章制度的变革；对巴格达城的兴衰记载尤详。

#### 埃及與敘利亞
- 伊本·尔撒基耳(1105～1176)，大马士革人，精通法学、圣训、历史。著书50余种，以《大马士革志》一书为著。全书80巨册，仿阿布·海退布《巴格达志》的体例。今已散失不全，不少篇章分散于欧洲各大图书馆。

#### 印度
- 比魯尼（卒於1048年）：《印度研究》（Kitab fi Tahqiq ma li'l-Hind）、《過往世紀的餘暉》
- 敏哈吉（1259年後卒）
- 阿米爾·庫斯羅（卒於1325年）
- 伊薩米（卒於1350年）：《蘇丹戰績》（Futuh al-Salatin）
- 巴蘭尼（卒於1357年）

### 後古典時期

#### 阿拉伯語系
- 伊本·赫勒敦(?～ 1406)，突尼斯人。一部记载阿拉伯人、波斯人和柏柏尔人的通史，简称《伊本·赫勒敦历史》，共7册，《绪论》一册是全书精华。他在《绪论》中阐述人类社会与地理环境的关系，经济与文化的关系，科学与历史发展的关系，实际上是一部包括社会学、政治学和经济学的史论专著。
- 马格里基(1364～1442)，原籍叙利亚，后随父移居开罗。幼习圣训，长学法律。20岁后，研究领域日广,手抄大量古典珍本。1411年移居大马士革,1442 年卒于麦加。一生著书30余种，以《马格里基志》（即《埃及志》）最受重视，是一部研究埃及中世纪史所不可少的重要史籍。他收集历代佚史，详加考证后，著为新史。先采用编年体，后改用纪事本末体。

## 延伸閱讀
- Robinson, Chase F. (2003), Cambridge University Press, ISBN 0521629365 : XIV and XV